# Mauerbach (Herrschaft)
Die Herrschaft Mauerbach war eine Grundherrschaft im Viertel unter dem Wienerwald im Erzherzogtum Österreich unter der Enns, dem heutigen Niederösterreich.

## Ausdehnung
Die Herrschaft umfasste zuletzt die Ortsobrigkeit über Mauerbach, Gablitz, Steinbach, Hainbuch und Hirschengarten. Der Sitz der Verwaltung befand sich in Mauerbach.

## Geschichte
Letzter Inhaber der Allodialherrschaft war der Unternehmer und Bankier Georg Simon Freiherr von Sina zu Hodos und Kizdia, der als größter Grundbesitzer Ungarns galt und auch im Viertel ober dem Manhartsberg begütert war, bis die Herrschaft als Folge der Reformen 1848/1849 aufgelöst wurde.